# Eremophila virens
Eremophila virens är en flenörtsväxtart som beskrevs av Charles Austin Gardner. Eremophila virens ingår i släktet Eremophila och familjen flenörtsväxter. Inga underarter finns listade i Catalogue of Life.